# سينيور يير (فلم 2022)
سينيور يير (بالإنجليزية: Senior Year) هو فيلم كوميدي أمريكي لعام 2022، من إخراج أليكس هاردكاسل، ومن سيناريو لأندرو كنور وآرثر بيلي وبراندون سكوت جونز. تم إصداره في 13 مايو 2022.

## روابط خارجية
- مقالات تستعمل روابط فنية بلا صلة مع ويكي بيانات